# 1443 Ruppina
1443 Ruppina este un asteroid din centura principală, descoperit pe 29 decembrie 1937, de Karl Reinmuth.